# Cryptanthus teretifolius
Cryptanthus teretifolius är en gräsväxtart som beskrevs av Elton Martinez Carvalho Leme. Cryptanthus teretifolius ingår i släktet Cryptanthus, och familjen Bromeliaceae. Inga underarter finns listade i Catalogue of Life.